# Mohammed Sadyk Bej Agabekzadeh
Mohammed Sadyk Bej Agabekzadeh (ur. 15 marca 1865 w Göyçay, Azerbejdżan, zm. 9 listopada 1944 we Lwowie) – pochodzący z Azerbejdżanu profesor orientalistyki Uniwersytetu Jana Kazimierza we Lwowie.

## Życiorys

### Młodość
Pochodził z rodziny azerskich arystokratów, jego ojcem był Agabek Ismail-Zadeh, syn Mohammeda wielkiego szyickiego muftiego, którego władza obejmowała cały południowy Kaukaz. W dzieciństwie uczył się perskiego i arabskiego oraz jak wszyscy arystokraci w tamtych czasach francuskiego. Następnie wyjechał do Baku, gdzie ukończył z wyróżnieniem gimnazjum. Naukę kontynuował w Konstantynowskiej Szkole Piechoty, a po trzech latach w 1886 przeniósł się do Michajłowskiej Szkoły Artylerii w Petersburgu. Po złożeniu egzaminów końcowych został awansowany do stopnia porucznika i wyjechał służyć w wojskach zlokalizowanych na Kaukazie.

### Pobyt w Turkmenistanie
Po 10 latach służby zgłosił się na egzaminy na kursy edukacyjne języków wschodnich zorganizowane dla funkcjonariuszy państwowych i oficerów wojska przez Departament Azjatycki Ministerstwa Spraw Zagranicznych Imperium Rosyjskiego. Po trzech latach nauki w 1899 ukończył naukę z wyróżnieniem i w ramach służby wojskowej wyjechał do Turkmenistanu, gdzie poznawał język turkmeński, a szczególnie dialekt achał-tekiński. W 1904 opublikował swoją pierwszą pracę Podręcznik narzeczy języka turkmeńskiego (dialekt achał-tekiński) ze słownikiem i rozmówkami zakaspijskich regionów Turkmenistanu, który został bardzo wysoko oceniony przez wybitnych rosyjskich orientalistów. Emir Buchary 'Abd al-Ahad Khan uhonorował Mohammeda Sadyka Bej Agabekzadeha najwyższym odznaczeniem, „Orderem Złotej Gwiazdy”.

### Emigracja w Turcji i Francji
W 1913 powrócił do rodzinnego miasta, ale po wybuchu I wojny światowej został zmobilizowany do służby w artylerii, awansował wówczas do rangi majora. Po zakończeniu działań wojennych ponownie znalazł się w Göyçay, na początku 1919 otrzymał od partii Musawat propozycję objęcia stanowiska ministra spraw wewnętrznych (odpowiednik Ministra Oświaty). Po inwazji bolszewickiej na Azerbejdżan w 1920 razem z żoną wyjechał do Stambułu, gdzie mieszkała jego rodzina, jednak w Turcji nie czuł się bezpiecznie. Po wybuchu wojny grecko-tureckiej wyjechał do Paryża, gdzie został wykładowcą tureckiego i perskiego na Sorbonie. W tym czasie przeżył tragedię osobista, zmarła jego żona Gyuli, spoczęła na cmentarzu muzułmańskim w Paryżu.

### Okres lwowski
Po śmierci żony postanowił opuścić Paryż, otrzymał wówczas propozycję od Zygmunta Smogorzewskiego, aby przeniósł się do Lwowa i został wykładowcą na kierowanej przez niego Katedrze Orientalistyki Uniwersytetu Jana Kazimierza we Lwowie. Od lutego 1927 pracował na Wydziale Humanistycznym Uniwersytetu, a równocześnie intensywnie uczył się języka polskiego i ukraińskiego. Następnie rozpoczął pracę wykładowcy na Uniwersytecie i w Akademii Handlu Zagranicznego.
Na Uniwersytecie wykładał język turecki (współczesny i staroosmański), perski (współczesny i klasyczny), arabski (współczesny i klasyczny-literacki), gramatykę arabską, islamoznawstwo, paleografię muzułmańską, kaligrafię i epigrafikę. W 1931 opublikował w języku polskim podręcznik nauki języka tureckiego, a rok później gramatykę elementarną języka arabskiego (fonetykę i morfologię).
W latach 1930–1939 był lektorem języków arabskiego i perskiego na Studium Dyplomatycznym na Wydziale Prawa UJK we Lwowie, a w czasie okupacji niemieckiej Lwowa nauczał tych języków na tajnym Studium Dyplomatycznym Wydziału Prawa Uniwersytetu Jana Kazimierza we Lwowie od 1941 do 1944. W 1943 został eksmitowany ze swojego mieszkania, znalazł się w trudnym położeniu, zmarł 9 listopada 1944 i został pochowany w 64 kwaterze Cmentarza Łyczakowskiego.

## Odznaczenia
- Order perski „Złotej Gwiazdy” (za zasługi naukowe)
- Order perski „Złotej Gwiazdy, Lwa i Słońca”
- Order „Złotej Gwiazdy” – Bucharska Ludowa Republika Radziecka;
- Order „Srebrnej Gwiazdy Wschodzącej” – Bucharska Ludowa Republika Radziecka.